# Area 51
 For alternative betydninger, se Area 51 (flertydig). (Se også artikler, som begynder med Area 51)
 Der er for få eller ingen kildehenvisninger i denne artikel, hvilket er et problem. Du kan hjælpe ved at angive troværdige kilder til de påstande, som fremføres i artiklen.

Area 51 er den folkelige benævnelse for Groom Lake-basen, der er beliggende i det sydlige Nevada. Selve basen er beliggende inden for Nevada Test and Training Area dybt inde i et afspærret område. Basen er hjemsted for test og udvikling af nogle af USA's mest avancerede militære systemer, primært fly.
Area 51 er blevet officielt bekræftet i forbindelse med U-2's historie

## Beliggenhed
Til trods at være omgærdet af hemmelighed og mystik, er basen faktisk mulig at se for offentligheden. Både fra afstand gennem kikkert eller teleskoper, men også via satellitfotos, som er frit tilgængelige via internettet, enten som billeder til download eller via fx Google Earth. Positionen er 37°14'N 115°49'W i det sydvestlige hjørne af den udtørrede Groom Lake. Overflyvning af området er ikke mulig, da basen er omgivet af forbudt luftrum fra jorden til uendelig højde.
Der ligger i området en række gamle miner, som er blevet lukket. Nogle af minerne indeholder muligvis interessante spor fra nybyggere i pioner-tidens USA, og flere har i den henseende forsøgt at få adgang til det afspærrede område for at undersøge disse gamle efterladte effekter, men indtil videre uden held.

## Basens historie
Historien om basen ved Groom Lake, populært kendt – og fremhævet af fiktion og medier – som Area 51 begynder i 1950'erne, hvor det amerikanske CIA i samarbejde med Lockheeds Advanced Developments Projects division ("Skunk Works") udviklede spionflyet U-2 under projektnavnet AQUATONE. Nye flytyper blev som oftest udviklet og testet på Edwards Air Force Base i Californien, men det blev besluttet af chefdesigneren, Kelly Johnson, at finde et mere øde sted for testflyvningerne væk fra nysgerrige øjne. Efter lang tids søgen, uden at have fundet det ideelle sted, kom en oberst i det amerikanske luftvåben (USAF) i tanke om en lille flyveplads ved Groom Lake i Nevada.
Flyvepladsen, kaldet Nellis Auxillary Field no. 1, var ikke længere egnet til operationer, men det tørre, flade forhenværende flodleje var ideelt at benytte til testflyvninger og kunne næsten bruges som en kæmpe landingsbane med minimale forberedelser. Området grænsede i øvrigt op til Yucca Flats, som blev brugt til atomprøvesprængninger, hvilket gjorde, at ingen civil bebyggelse fandtes i nærheden. Området blev formelt en del af atomenergikommissionen (AEC), og dermed afskåret fra offentlig adgang, og ikke engang militær træningsflyvning i området måtte komme i nærheden af den nye testfacilitet. I 1955 blev basen omtalt som "Paradise Ranch", eller bare The Ranch af folk der arbejdede der.
Bygningen af basefaciliteterne blev annonceret i de lokale medier i maj 1955, så basen var for så vidt ikke en dyb hemmelighed, blot ikke et sted man kunne komme til. En 5000 fod landingsbane, kontroltårn, tre hangarer, brændstoftanke, brøndboringer, begrænset beboelse og enkelte underholdningsfaciliteter blev konstrueret, og basen havde egentlig karakter af midlertidig bebyggelse. Der var ingen planer om at aktiviteter skulle fortsætte efter U-2 flyet var færdigudviklet. Da personale fra Lockheed og CIA begyndte at ankomme til basen, fik den navnet Watertown, angiveligt efter CIA's direktør, Allen Dulles fødeby i New York.
De første flyvninger begyndte i august 1955, og i 1956 fløj fire styk test og uddannelse af piloter over Groom Lake. Indtil flere af de første prototyper styrtede under disse testflyvninger.
I løbet af 1957 aftog testflyvningerne ved Groom Lake, og de fleste fly opererede fra Edwards Air Force Base og basen var næsten en spøgelsesby på dette tidspunkt. Samtidig tiltog atomprøvesprængningerne i naboområdet, og Watertown blev flere gange helt evakueret pga. radioaktivt nedfald. Faktisk blev bygningerne brugt som laboratorie for, hvordan forskellige typer materiale beskyttede mod radioaktivitet.
I 1958 blev området omkring Watertown officielt lukket for offentlig adgang, selvom det i praksis havde været det i tre år, og stedet fik betegnelsen Area 51, da hele Nevada Test Site er inddelt i forskellige areas (områder), og området omkring basen havde tilfældigvis nummer 51.

### Projekt OXCART / SR-71 Blackbird
Det næste store projekt, der skulle betyde en omfattende udbygning af Groom Lake basen, blev Project OXCART, som senere blev til overlyds-rekognoceringsflyet SR-71 Blackbird. Igen var det Lockheeds Skunk Works, der stod for udvikling og produktion, og udbygning af installationen begyndte i 1959. Basen ved Area 51 var slet ikke egnet til et så stort projekt, men stedets unikke lokalitet gjorde, at man alligevel valgte at prioritere sikkerhed omkring flyet højest, og basen måtte så blot udbygges. De første skala-modeller blev testet for radartværsnit (hvor kraftigt radar-ekko der kastes tilbage af flyet), alt imens en massiv opbygning af basen fortsatte helt frem til 1964.
En ny start- og landingsbane blev lagt, flere blev markeret direkte på den tørre, flade søbund til brug i nødsituationer, fire yderligere hangarer, 130 beboelses-skure, workshops, administrationsbygninger, nyt kontroltårn, brandstation og syv kæmpetanke til det særlige JP-7 brændstof blev konstrueret. Der blev også ofret penge på flere underholdningsfaciliteter, sportsplads og et rekreativt område med en mindre dam, nu da mange mennesker skulle opholde sig i lang tid ad gangen på basen. Engang i løbet af 1960'erne opstod navnet Dreamland som dække for, hvor fly, der skulle lande på basen, egentlig skulle hen. Navnet blev også synonym med selve basen. Muligvis opkaldt efter et digt af Edgar Allan Poe, Dream-Land.
Project OXCART udmundede først i A-12 flyet, som fløj første gang i april 1962. Samtidig blev det afspærrede luftrum over Groom Lake udvidet for at holde alle væk fra basen. I alt 15 A-12 fly blev konstrueret, og var operativt udstationeret i Area 51, da det officielt ikke eksisterede og dermed ikke kunne flyve fra almindelige flyvebaser.
Op gennem 1960'erne fortsatte udviklingen af det supersoniske fly i forskellige udgaver, heriblandt en bevæbnet udgave YF-12 og en supersonisk drone D-21. Den operative udgave kaldet SR-71 blev et særdeles velkendt fly efter offentliggørelsen af projektet i 1964, ikke mindst pga. dets eksotiske udseende, utrolige fart og nærmest usårlighed overfor tidens luftforsvar. Det fløj rutinemæssigt togter over sovjetisk territorium, Korea, Vietnam og til tider Kina.

### HAVE BLUE, Stealth og Sovjet-fly
Kort efter A-12 ankom til Area 51 begyndte et andet program, som fortsatte i mange år frem, og først for relativt nylig er blevet offentliggjort. Det involverede operative tests af sovjetisk byggede fly, som USA havde tilvejebragt af forskellige veje, bl.a. gennem Israel og Syrien. Under designationen YF-113 drejede det sig blandt andet om MiG-17, MiG-21, MiG-23, Su-7 og Su-22. Disse blev både undersøgt for tekniske detaljer, men også fløjet imod stort set alle fly i det amerikanske arsenal for at udvikle taktikker mod dem.
Projekt HAVE BLUE begyndte i Area 51 i 1977. Det skulle senere blive til det første rigtige stealth-fly i verden, næsten usynligt på radar. Igen en dyb hemmelighed, selv folk på basen, som ikke havde med projektet at gøre, måtte ikke være i nærheden, når testflyvinger foretoges for at forhindre dem i overhovedet at se flyet. Efter HAVE BLUE prototyperne havde gennemgået flere års test og udvikling, blev der givet ordre til produktion af F-117A Nighthawk. Flyene blev operativt flyttet til en anden base beliggende nordvest for Groom Lake i 1982, men selve flyet blev først offentliggjort i 1988.
I samme periode blev en række andre mere eller mindre klassificerede fly udviklet ved Groom Lake. Især den seneste generations bombefly, B-2, F-22, de to konkurrenter til Joint Strike Fighter (X-32 og X-35) og flere forskellige radar- og overvågningsfly har fundet vej til Area 51 op gennem 1980'erne og 1990'erne.

## Projekter i dag
Navnet Area 51 bruges i dag kun som et populært navn, ikke mindst udbredt gennem medier, konspirationsteorier, film og computerspil. Officielt har basen ikke noget navn, men USA's regering har dog erkendt stedets eksistens som følge af en række retssager. Basen refereres til udelukkende som "en operativ lokation nær Groom Lake", og med den note at alt hvad der måske måtte foregå på basen hører under kategorien "absolut kritisk for nationens sikkerhed" og derfor aldrig vil blive kommenteret. Reference til DET 3, AFFTC (Detachment 3, Air Force Flight Test Centre) er også set, da dette tilsyneladende er den gren af USAF, der er ansvarlig for driften af basen.
HAVE BLUE og selve udviklingen af stealthfly var de sidste "store" hemmelige projekter der kendes fra Area 51. US Air Force overtog driften af basen i 1979, og siden er et stort stykke tidligere offentligt land blevet inddraget i det afspærrede område for at forhindre nysgerrige blikke i at se, hvad der foregår. Der er kendskab til flere forskellige projekter op gennem 1990'erne, men de involverer primært nye tests af allerede kendte og offentliggjorte fly.
Følgende nylige eller igangværende projekter er kendte eller rygtes:
- YF-113G – Til trods for at YF-113-designationen dækkede over sovjetiske fly, menes det ikke at "G"-modellen hører under disse. Det er muligvis et helt separat fly, som man ved, at testpilot Dennis F. "Bones" Sager har fløjet i 1990'erne. Mere information findes ikke.
- Boeing Bird Of Prey – Offentliggjort i 2002, Boeing's Bird Of Prey er et ubemandet (UAV) stealth fly, som har været under udvikling siden 1992. Om det stadig videreudvikles er usikkert, projektet er officielt afsluttet. Erfaringerne blev brugt i Boeing's X-45 UCAV
- Kendte stealthfly som B-2 og F-22 ses stadig ved lejlighed ved Groom Lake.
- F-121 Sentinel – Ubekræftet trekantet supersonisk rekogniseringsfly som skulle være udviklet gennem 1980'erne og 1990'erne. Kunne passe med observationer gjort over Nordsøen i 1989 og i nærheden af Groom Lake i slutningen af 90'erne.
- Bright Star – Ubekræftet. Muligvis forsøg med reduktion af overlydsbrag eller et nyt fremdriftssystem. Enkelte meget utydelige billeder er fremkommet, men viser ikke noget afgørende.
- Snow Bird / Brilliant Buzzard – Endnu et formodet supersonisk rekognoseringsfly i en trekantet delta-konstruktion. Det synes sandsynligt, at der flyver – eller har fløjet – et hurtigt delta-vinge fly, men hvilket projekt der er tale om, og om det er et operativt fly eller blot et demonstrationsfly forbliver uvist.

## Dagligdag i Area 51
I 1997 rejste en journalist fra Popular Mechanics til Nevada for at se denne hemmelige base. Han fór vild, og endte et øde sted ved en låst bom og konkluderede deraf, at Area 51 var lukket og aktiviteterne flyttet et andet endnu mere hemmeligt sted hen. Det var aldeles usandt. Private entusiaster overvåger i dag basen og området omkring den, og småbyerne i nærheden har efterhånden fået en mindre indtægtskilde fra turister, der skal ud at se det sagnomspundne Area 51. Det er dog ikke mange uidentificerede eksotiske fly de støder på, men det må konstateres, at der er fuld aktivitet – i hvert fald på jorden – på basen uden navn ved Groom Lake.

### Til og fra basen
Der flyver dagligt 10-12 returflyvninger fra Las Vegas' McCarran lufthavn til Groom Lake. Arbejderne møder op i en privat terminal, som drives af EG&G, der også står for flydriften, og her går de om bord i flere anonymt udseende Boeing 737-600, kaldet JANET-flights. Dette er kaldesignalet for de pågældende fly på radioen – oprindelsen og betydningen er ukendt. En mindre flåde af Beech 200 og Beech 1900 benyttes også til flyvinger til Groom Lake og andre faciliteter i nærheden. Udover fly benytter folk, der bor tæt på basen i de omkringliggende småbyer en bus, som kører hele vejen til basen af en yderst vedligeholdt grusvej. Det anslås, at på en almindelig hverdag pendler omkring 1500 personer frem og tilbage til Groom Lake.

### Faciliteter på basen
Basen er fuldt funktionsdygtig til at levere support til de mange arbejder og projekter, der måtte finde sted. For nylig er flere bygninger blevet opført på området, inklusiv en hangar større end nogen anden på basen, hvilket tyder på, at der er projekter undervejs, som kræver masser af plads. Blandt de kendte faciliteter kan nævnes:
- Ca. 25 hangarer
- Administrationsbygning
- Min. 26 beboelsesbygninger i to etager
- Flyterminal til arbejdere
- Fragtcentral
- To brandstationer
- Våbenlager
- Armeringshangar
- Kontroltårn
- Diverse radar- og elektronisk testudstyr
- Helikopterrampe
- Spisesal/messe
- Vandtårn (formodes med tilhørende brøndboring)
- Rekreationsfaciliteter, swimmingpool, fitness-rum
- Sikkerhedspersonale
- Diverse værksteder
- Jord, beton og cement-faciliteter til bygningskonstruktion
- Med flere km lange underjordiske tunneler.

### Sikkerhed
Groom Lake er omkranset af en sikkerhedszone. Skilte advarer folk om at de nærmer sig en US Air Force installation, og indtrængen kan medføre use of lethal force (brug af dødbringende magt). Enhver der nærmer sig grænsen vil blive overvåget af vagtpatruljerne, som benytter sig af bevægelsessensorer og kameraer og ellers patruljerer omkring grænsen i firehjulstrækkere. De er privat ansat af EG&G (som også står for transport af passagerer til basen) og er af turister og observatører blevet døbt "camo-dudes" på grund af deres camouflage-uniformer uden navn eller anden identifikation synlig. Helikoptere fra basen bruges også til overvågning og til tider chikanering af nysgerrige.
Selvom brug af magt er autoriseret, er den typiske straf for at krydse grænsen en bøde. Ved gentagne gange vil der uden tvivl være strengere straffe. Hvilken sikkerhed der findes tættere på basen vides ikke.

## Konspirationsteorier om rumvæsner og UFO’er
Da det rygtedes at de nye eksotiske fly havde været testet og fløjet i lang tid uden offentlighedens vidende fra Area 51, begyndte der straks at opstå teorier om, hvad der så ellers fandtes på denne base, som man ikke kendte til endnu. De mest eksotiske teorier hænger uløseligt sammen med konspirationsteorier om, at USA's regering holder en masse hemmeligt for offentligheden. Nogle af spekulationerne går på følgende:
- At et udenjordisk rumskib styrtede ned i Roswell i 1947, og vragdelene nu er samlet i Area 51.
- At det er lykkedes at genskabe det styrtede rumskibs mekanismer og der opereres en flåde af brugbare rumskibe. (Disse flyver fra en anden hemmelig base kaldet S-4, syd for Area 51)
- En hemmelig aftale mellem mennesker og rumvæsner er indgået i Area 51. De fremmede får lov at lave forsøg på mennesker, mens regeringen får adgang til fremmed teknologi til gengæld. (En misforståelse i forbindelse med frasen "fremmed teknologi" kunne være, at der refereredes til de sovjetiske fly man afprøvede)
- Hele verden styres herfra af en skyggeregering som kontrollerer marionetregeringerne rundt om i verden.
- Der findes et kæmpe underjordisk kompleks ved Area 51, og bygningerne på overfladen er kun en afledningsmanøvre.
- Tidsmaskiner og Stargates findes i hemmelighed på basen.
- Rumvæsner er blevet taget til fange og afhøres/obduceres/udnyttes/drives forsøg på et sted på basen (eller under jorden).
- Area 51 er det samme som Roswell, Alien (film), E.T. Science fiction film. Her blev udført meget hemmelige U-2 og SR-71 Blackbird flyvninger.